# Madukkur
Madukkur es una ciudad y nagar Panchayat situada en el distrito de Thanjavur en el estado de Tamil Nadu (India). Su población es de 16266 habitantes (2011). Se encuentra a 50 km de Thanjavur y a 59 km de Kumbakonam.

## Demografía
Según el censo de 2011 la población de Madukkur era de 16266 habitantes, de los cuales 7678 eran hombres y 8588 eran mujeres. Madukkur tiene una tasa media de alfabetización del 86,25%, superior a la media estatal del 80,09%: la alfabetización masculina es del 92,32%, y la alfabetización femenina del 80.89%.